# Цмиљка Калушевић
Цмиљка Б. Калушевић - Цица (Ивањица, 1933—Београд, 1989), некадашња државна репрезентативка и вишеструка шампионка у кошарци и атлетици, атлетска рекордерка Југославије у бацању копља. У оба спорта имала је запажене резултате.
Рођена је у Ивањици 9. априла 1933. године. Основну школу завршила је у родном месту, 1944. године са одличним успехом. Нижу гимназију завршила је у Ивањици, 1948. године, а Трговачку академију у Београду. Касније је завршила факултет за професора физичког васпитања и радила у Медицинској школи у Београду.

## Спортска каријера
Спортску каријеру започела је у Атлетском клубу БСК, 1949. године, у коме се такмичила до 1953. године, када је прешла у „Црвену звезду”. Постизала је запажене резултате у бацању кугле и диска, а посебно у бацању копља. Југословенска рекордерка у бацању копља била је пет пута (у периоду од 1953. до 1962. године), са најбољим резултатом од 48,81 метара (1956). У тој дисциплини била је шест пута појединачни првак Југославије (1952. и 1953, као чланица БСК и 1954, 1956, 1957. и 1958, као такмичарка АК „Црвена звезда”). За атлетску репрезентацију Југославије наступала је 44 пута. Учествовала је на два атлетска првенства Европе: 1954. у Берну (шесто место са 46,78 m) и 1958. у Стокхолму (12. место са 45,42 m). На летњој Универзијади одржаној у Дортмунду 1953. освојила сребрну медаљу. Испунила норму за учешће на Олимпијади 1956, али је без објашњења изостављена са списка путника.

Државне рекорде СФРЈ у бацању копља обарала је 5 пута:
- 42,46м — Дортмунд, 14. август 1953.
- 45,06м — Ријека, 18. април 1954.
- 46,78м — Берн, 25. август 1954.
- 46,79м — Загреб, 15. јул 1976.
- 48,81м — Љубљана, 30, септембар 1976.

Истовремено је играла кошарку у „Црвеној звезди”, на позицији центра, са којом је девет пута освајала кошаркашко првенство Југославије (од 1953. до 1960. у континуитету и 1963). Била је целу деценију капитен КК „Црвена звезда”. Играла је за репрезентацију Југославије на два кошаркашка Првенства света: 1959. у Москви (четврто место) и 1964. у Лими (шесто место). На четвртом Светском првенству у Перуу (1964) била је друга на листи стрелаца са 78 кошева. Са репрезентацијом је наступала и на шест шампионата Европе: 1954. у Београду (пете), 1956. у Прагу (девете), 1958. у Лођу (четврте), 1960. у Софији (пете), 1962. у Милузу (пете) и 1964. у Будимпешти (седме). На седмом Европском првенству у Бугарској (1960) била је најбољи стрелац шампионата са 100 кошева. Играла је и на два Балканска шампионата: 1963. (друго место) и 1964. (треће). Од 1953. до 1958. била је државна репрезентативка и у атлетици и у кошарци, што је права реткост. Пет пута је била шампионка Југославије у два спорта истовремено (1953, 1954, 1956, 1957. и 1958). Наступала је на два светска и осам европских шампионата у два различита спорта.
Прва је жена која је одиграла 100 утакмица за кошаркашку селекцију Југославије. За државну репрезентацију наступала је 115 пута у периоду од 1953. до 1964. године и постигла 1.103 коша.

## Даљи спортски рад
Од кошарке и активног бављења спортом опростила се 1967. и посветила педагошком раду. Кошаркашку каријеру завршила је играјући за француске и италијанске екипе. Два невероватна куриозитета везана су за њену спортску каријеру: када је први пут узела копље у руке бацила га је даље од југословенског јуниорског рекорда, после само пет месеци бављења кошарком постала је репрезентативка Југославије.
За свој велики допринос развоју спорта добила је највећа спортска и друштвена признања: Мајску награду – највише републичко признање у спорту (1964), Орден заслуга за народ са сребрном звездом и Орден рада са сребрним венцем.
Била је кондициони тренер женске кошаркашке репрезентације на Европским првенствима 1968. и 1970, чланица Комисије за женску кошарку КСЈ, чланица председништва СОФК општине Стари Град и Савета ЈЛС „Спорт”. У спортском смислу са Цицом Калушевић може се поредити само Јелена Генчић, репрезентативка и шампионка у рукомету и тенису.
Није се удавала. Преминула је у Београду 20. јула 1989. године и сахрањена у Алеји заслужних грађана, на Новом гробљу у Београду.